# حشيشة المبارك المدينية
جيوم مبارك أو حشيشة المبارك المدينية أو حشيشة مباركة أو حشيشة المحارب (الاسم العلمي:Geum urbanum) هي نوع من النباتات تتبع جنس حشيشة المبارك من الفصيلة الوردية. وهي عشبة تنمو برياً ويصل ارتفاعها حوالي نصف متر، لها ساق منتصبة متفرعة وريقاتها الطرفية كبيرة أما الوريقات الجانبية فصغيرة، أزهارها كبيرة الحجم جميلة الشكل ذات لون برتقالي، يستمر أزهارها من تموز إلى أيلول.

## أسماء مرادفة
جذر قرنفلي، حشيشة مباركة، حشيشة المبارك، جيوم المدن، حشيشة الحمى

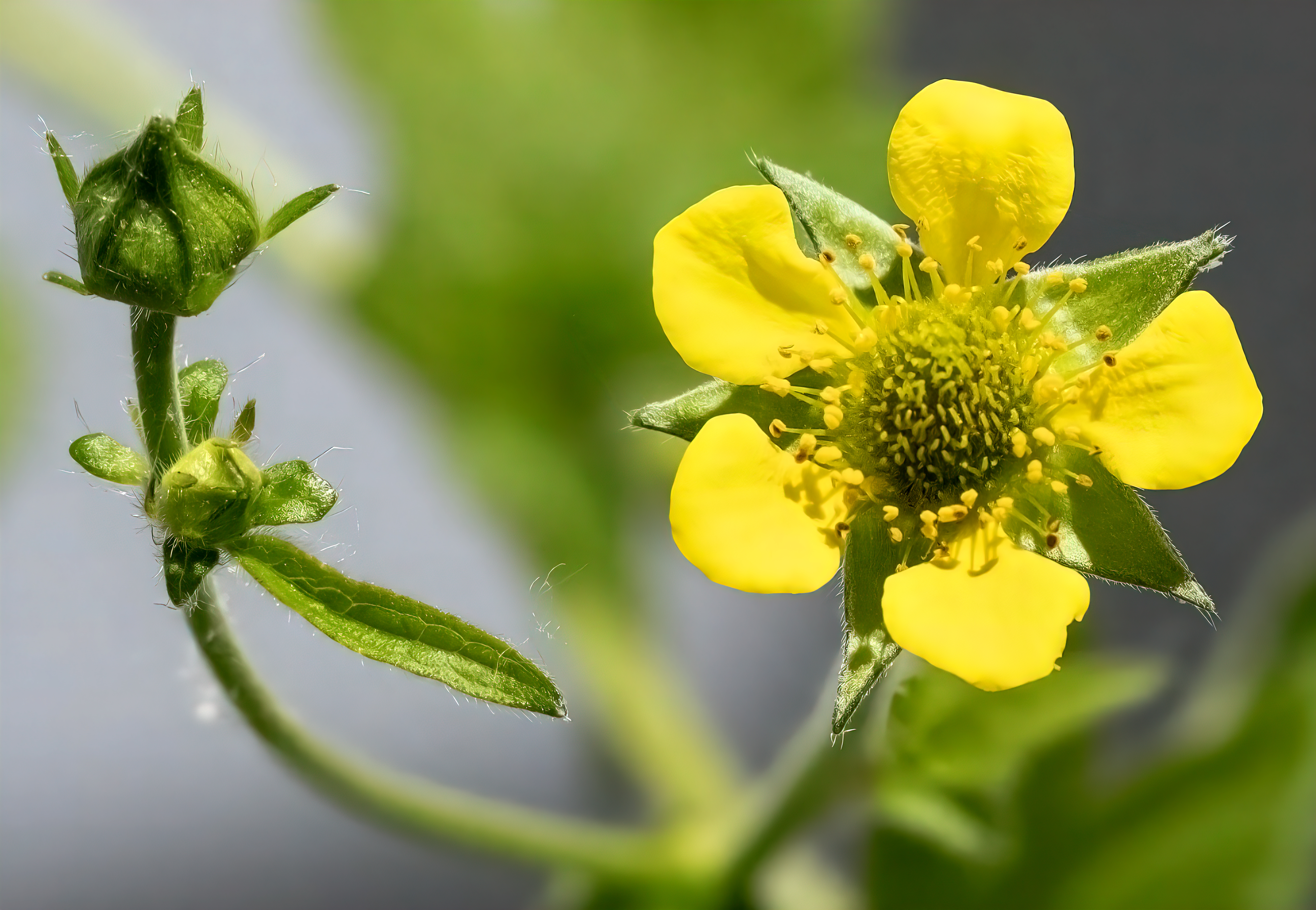
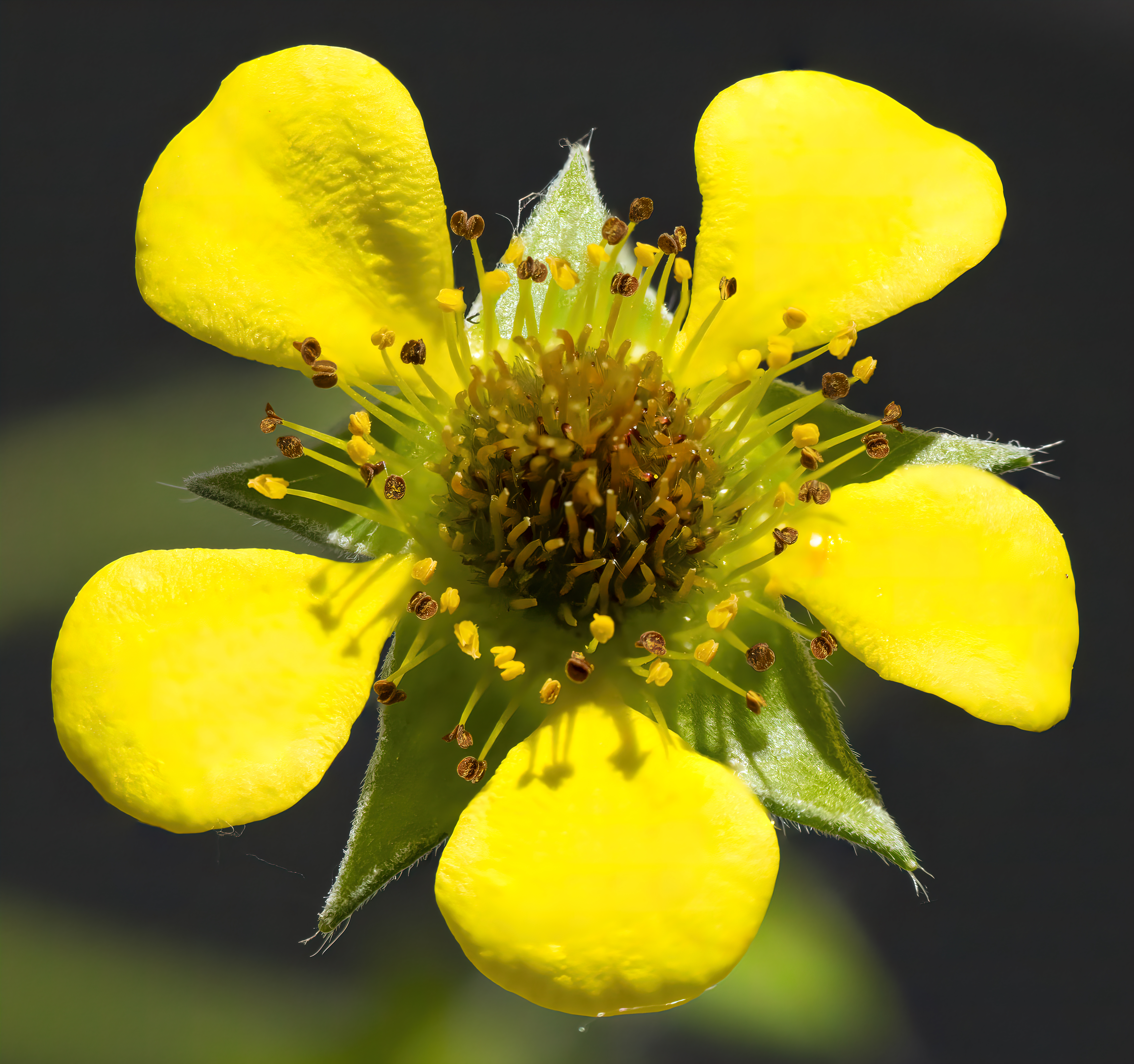
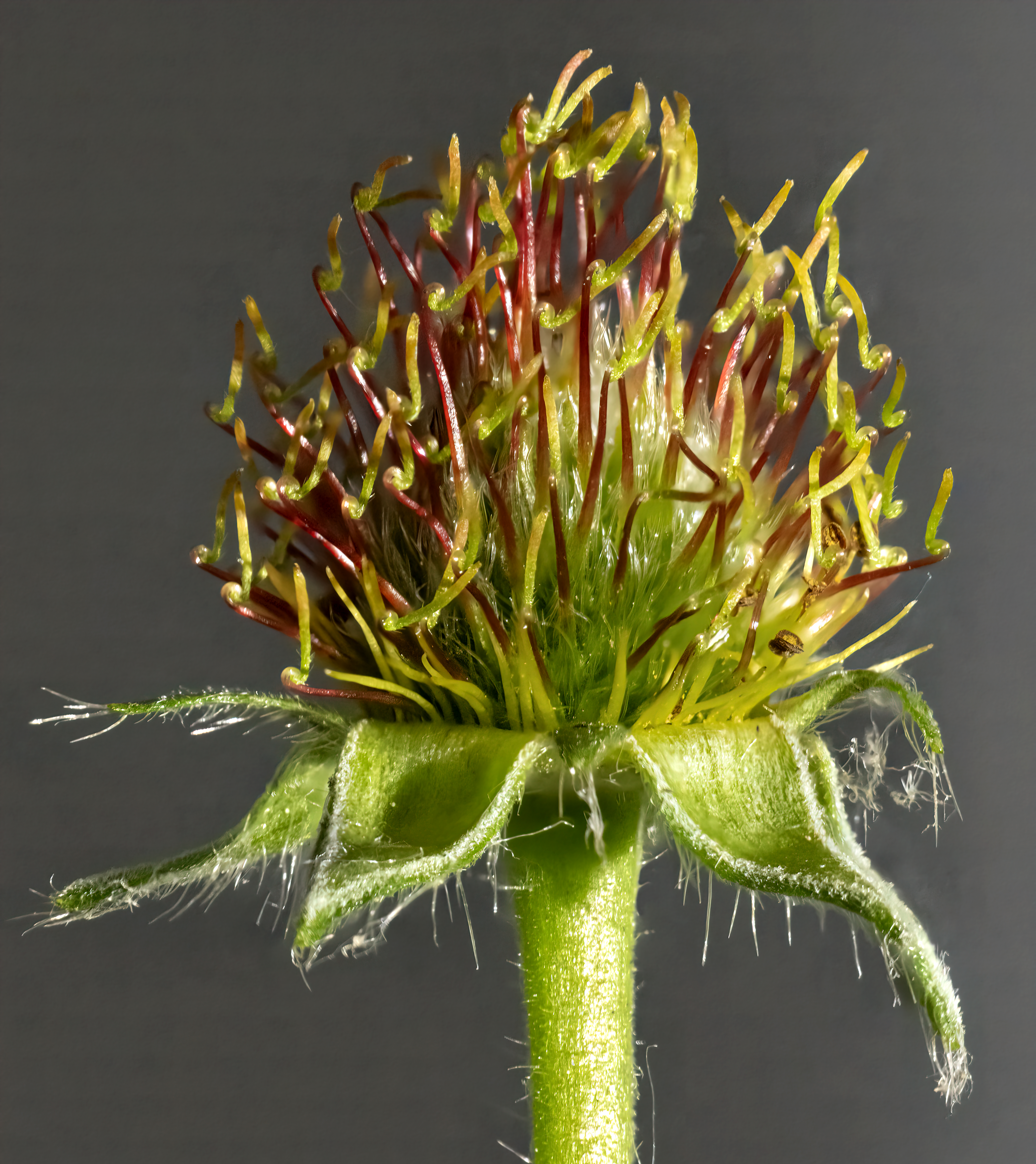

## الفوائد الاقتصادية
يحتوي النبات على عنصر الجيوزيد الذي يتحول إلى زيت يحتوي على أوجينول، تانين، مادة مرة، وله استعمالات طبية إذ تستعمل كقابض، مقوية.